# Ogólnopolski Festiwal Pieśni Chóralnej „Kolędy i Pastorałki”
Ogólnopolski Festiwal Pieśni Chóralnej „Kolędy i Pastorałki” odbywa się w Myślenicach.

## Cele
- Konfrontowanie dorobku artystycznego i umiejętności wykonawczych działających społecznie chórów i zespołów amatorskich.
- Pobudzanie aktywności kulturalnej i twórczej środowisk muzycznych.
- Umożliwienie wymiany i wzbogacania doświadczeń artystycznych zespołów i dyrygentów.
- Prezentowanie szerokiego spektrum aktualnych dokonań amatorskiego ruchu artystycznego w Polsce.

## Organizatorzy
Organizatorem jest Myślenicki Ośrodek Kultury i Sportu.
Przy organizacji współpracują:
- Kuria Metropolitalna w Krakowie
- Parafia Narodzenia Najświętszej Maryi Panny w Myślenicach
- Urząd Miasta i Gminy w Myślenicach
- Starostwo Powiatowe w Myślenicach
- Klub Inteligencji Katolickiej w Myślenicach.

## Uczestnicy
W części konkursowej festiwalu uczestniczą chóry w następujących kategoriach:
- chóry  mieszane (od 21 osób)
- chóry  jednorodne (od 21 osób)
- chóry dziecięce (od 21 osób, do 15. roku życia)
- chóry kameralne (do 20 osób) – wszystkie typy chórów występujące a capella
- zespoły wokalno-instrumentalne (chóry z towarzyszeniem instrumentów muzycznych).

## Edycje
- 27 stycznia 2007 – XVI edycja
- 26–27 stycznia 2008 – XVII edycja

## Laureaci
Przyznawane jest:
- Grand-Prix
- nagrody I, II, III w poszczególnych kategoriach
- wyróżnienia
- nagrody specjalne.

### Gran Prix
- 2000 – Akademicki chór „Bel Canto” – Wyższej Szkoły Informatyki i Ekonomii TWP w Olsztynie
- 2007 – Chór Mieszany Akademii Pedagogicznej im. KEN „Educatus” z Krakowa